# Desmodium novogalicianum
Desmodium novogalicianum är en ärtväxtart som beskrevs av Bernice Giduz Schubert och Mcvaugh. Desmodium novogalicianum ingår i släktet Desmodium och familjen ärtväxter. Inga underarter finns listade i Catalogue of Life.